# Sankt-Annenquelle (Brüssel)

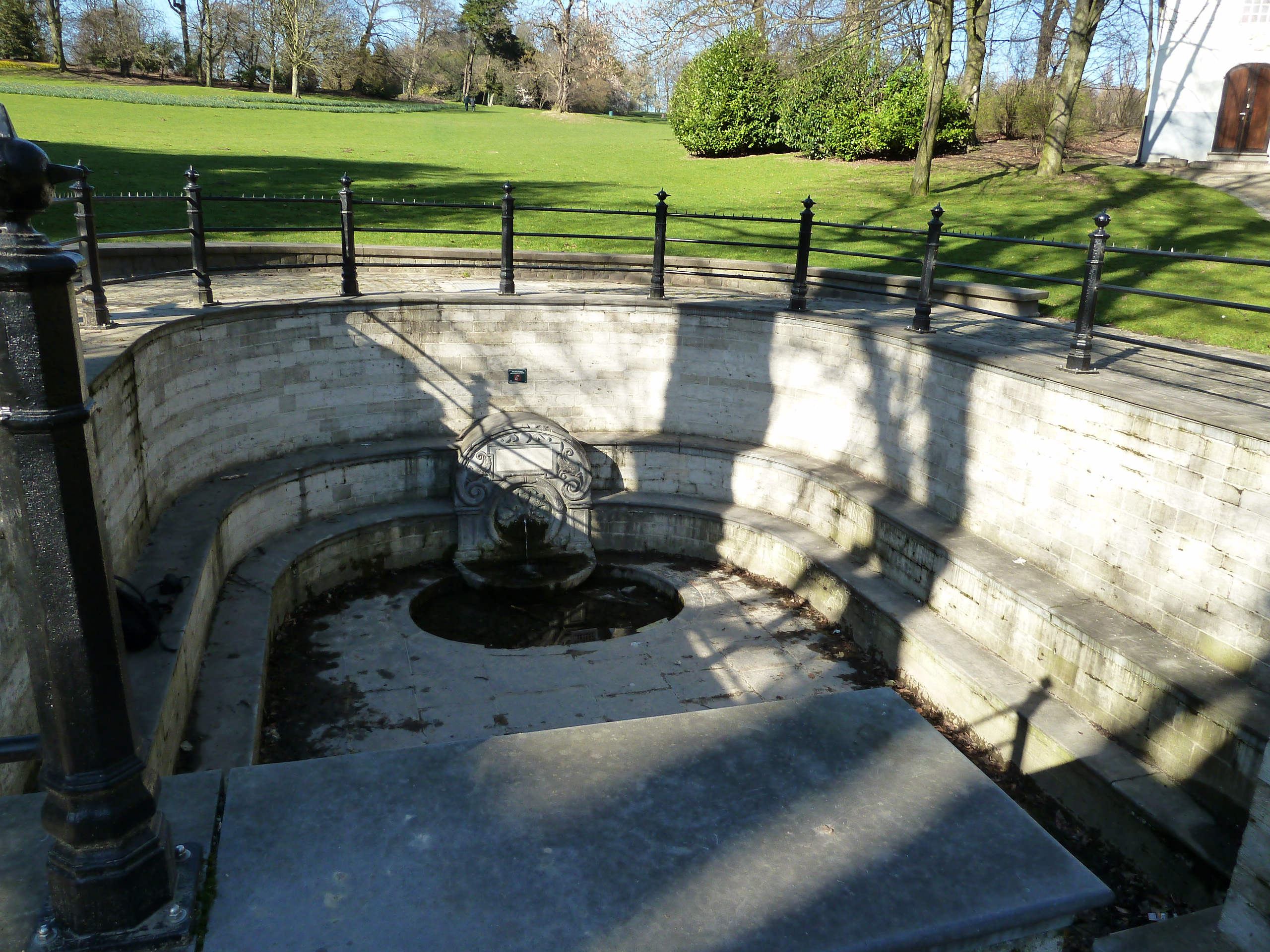
Die Sankt-Annenquelle mit der Kapelle rechtsseitig

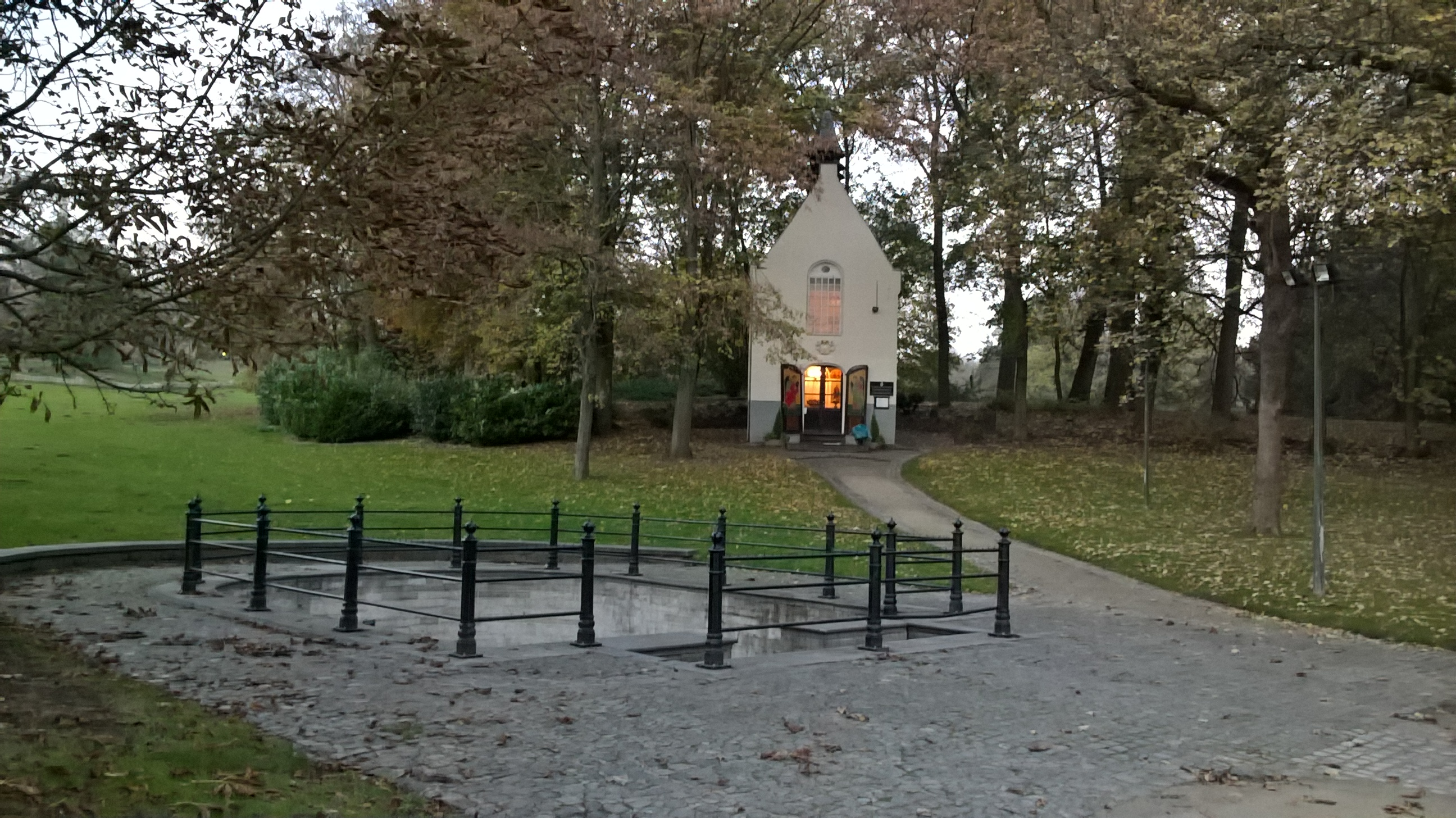
Sankt-Annenkapelle mit Quelle davor

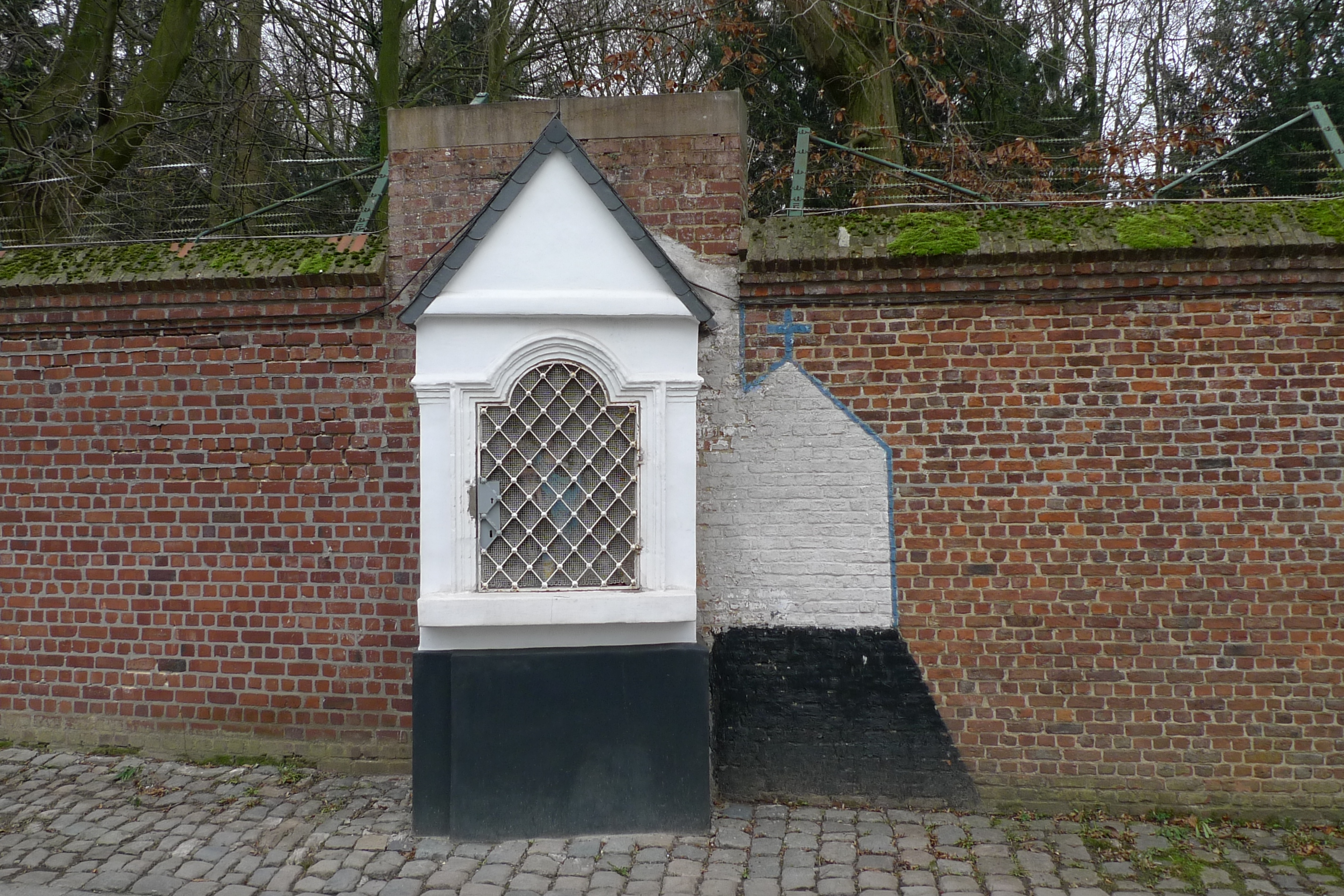
Letzte erhaltene Station des Pilgerwegs von Erzherzogin Isabella

Die Sankt-Annenquelle oder Sankt-Annen-Fontäne (frz. Source/Fontaine Sainte Anne; ndl. Sint-Annabron/-fontein) ist eine Wasserquelle am Osthang des Laekener Parks in Laeken/Laken, einem Stadtteil im Norden der Stadt Brüssel in der Region Brüssel-Hauptstadt.  Sie wird auch „Quelle der fünf Wunden“ genannt, aufgrund von fünf einzelnen Quellströmen, die an die Heiligen Wunden erinnern sollen. Der Legende nach soll das Quellwasser heilend bei Fieber, Krämpfen und Augenleiden wirken. 
Die heilige  Anna, die Mutter Mariens, wird um Kindersegen und eine glückliche Geburt angerufen, da sie ihre Tochter der Überlieferung des Protoevangeliums des Jakobus zufolge nach zwanzig Jahren kinderloser Ehe gebar. Die Erzherzogin Isabella Clara Eugenia von Spanien pilgerte wöchentlich zur Quelle, um die heilige Anna anzurufen, da sie zwar drei Kinder geboren hatte, diese jedoch im Säuglingsalter gestorben waren und somit ihr und ihrem Mann, dem Statthalter der spanischen Niederlande  Erzherzog Albrecht VII. von Österreich ein Thronfolger fehlte. Auch nach dem Tode ihres Mannes 1621 pilgerte sie weiter zur Sankt-Annenquelle. Im Jahr 1615 ließ sie eine befestigte baumbestandene Allee als direkte Verbindung zwischen dem alten Laekener Dorfkern mit der Laekener Liebfrauenkirche und der Quelle anlegen, die Avenue du Duc/Hertoghsdreve, heute Drève Sainte-Anne/Sint-Annadreef. 
Der Architekt Jacques Francart legte auf dem 2400 Schritte langen Weg vierzehn Kapellen zum Gedächtnis der sieben Schmerzen Mariens und der sieben Freuden Marias. Nur noch eine ist erhalten und befindet sich heute in der Rue Mellery/Mellerystraat an der Außenmauer der Begrenzung des Laekener Schlosses.
1625 ließ man die Quelle neu einfassen und nördlich daneben eine Kapelle errichten. Diese wird heute von der russisch-orthodoxen Kirche genutzt und gehört zu deren Erzbistum Brüssel.
Östlich in direkter Nachbarschaft liegt die alte Kadettenschule, die heute die Europäische Schule Brüssel IV beherbergt, südlich liegt das Schloss Stuyvenberg und nördlich das Laekener Schloss.